# Kijí
Kizhi o Kíji, Kízhi (del ruso: Ки́жи) es una isla ubicada en el lago Onega en la república de Carelia, Rusia. Es alargada de norte a sur y tiene unos 6 km de largo, 1 km de ancho y está a unos 68 km de la capital de Carelia, Petrozavodsk.

## Historia
Los asentamientos y las iglesias de la isla eran conocidos desde al menos el siglo XV. La población era rural, pero fue forzada por el gobierno para ayudar al desarrollo de la minería del mineral y plantas de hierro en el área que dio lugar a un levantamiento importante de Kizhi en 1769-1771. La mayoría de los pueblos habían desaparecido de la isla en la década de 1950 y ahora solo queda un pequeño asentamiento rural. En el siglo XVIII, dos grandes iglesias y un campanario fueron construidos en la isla, que ahora se conoce como Kizhi Pogost.
En la década de 1950, decenas de edificios históricos de madera fueron trasladados a la isla de varias partes de Carelia para fines de preservación. Hoy en día, toda la isla y la zona cercana forman un museo nacional al aire libre con más de 80 estructuras históricas de madera. El más famoso es el Kizhi Pogost, que es Patrimonio de la Humanidad de la UNESCO.

## Clima
| Parámetros climáticos promedio de Kizhi         | Parámetros climáticos promedio de Kizhi | Parámetros climáticos promedio de Kizhi | Parámetros climáticos promedio de Kizhi | Parámetros climáticos promedio de Kizhi | Parámetros climáticos promedio de Kizhi | Parámetros climáticos promedio de Kizhi | Parámetros climáticos promedio de Kizhi | Parámetros climáticos promedio de Kizhi | Parámetros climáticos promedio de Kizhi | Parámetros climáticos promedio de Kizhi | Parámetros climáticos promedio de Kizhi | Parámetros climáticos promedio de Kizhi | Parámetros climáticos promedio de Kizhi |
| Mes                                             | Ene.                                    | Feb.                                    | Mar.                                    | Abr.                                    | May.                                    | Jun.                                    | Jul.                                    | Ago.                                    | Sep.                                    | Oct.                                    | Nov.                                    | Dic.                                    | Anual                                   |
| ----------------------------------------------- | --------------------------------------- | --------------------------------------- | --------------------------------------- | --------------------------------------- | --------------------------------------- | --------------------------------------- | --------------------------------------- | --------------------------------------- | --------------------------------------- | --------------------------------------- | --------------------------------------- | --------------------------------------- | --------------------------------------- |
| Temp. máx. media (°C)                           | -7                                      | -6                                      | 0                                       | 5                                       | 12                                      | 17                                      | 20                                      | 18                                      | 12                                      | 5                                       | 0                                       | -3                                      | 6.1                                     |
| Temp. mín. media (°C)                           | -13                                     | -13                                     | -8                                      | -2                                      | 3                                       | 7                                       | 10                                      | 9                                       | 5                                       | 1                                       | -3                                      | -9                                      | -1.1                                    |
| Precipitación total (mm)                        | 20                                      | 20                                      | 15                                      | 15                                      | 20                                      | 35                                      | 45                                      | 55                                      | 45                                      | 40                                      | 35                                      | 30                                      | 375                                     |
| Fuente: Кижи, остров Кижи, Карелия, Россия 2010 |                                         |                                         |                                         |                                         |                                         |                                         |                                         |                                         |                                         |                                         |                                         |                                         |                                         |